# Omar Boukli-Hacène
Omar Boukli-Hacène, né le 3 avril 1897 à Tlemcen et mort en 1971 ou 1972, est un avocat et homme politique français d'Algérie.
Exilé au Maroc à partir de 1956, il est un des initiateurs du Croissant-Rouge algérien.

## Mandats
- conseiller municipal de Tlemcen en 1928[2]
- député d'Oran (1945-1946)[3].